# 黄海波
黄海波（1976年11月25日—），生于天津市蓟县，中国男演员，毕业于北京电影学院表演系本科班。2010年因在电视剧《媳妇的美好时代》中饰演余味，当选第25届中国电视金鹰奖观众喜爱的男演员。2012年因《永不磨灭的番号》，当选第18届白玉兰奖最佳男演员。2014年因為嫖娼而被列为“劣迹艺人”。

## 影视作品

### 电视剧

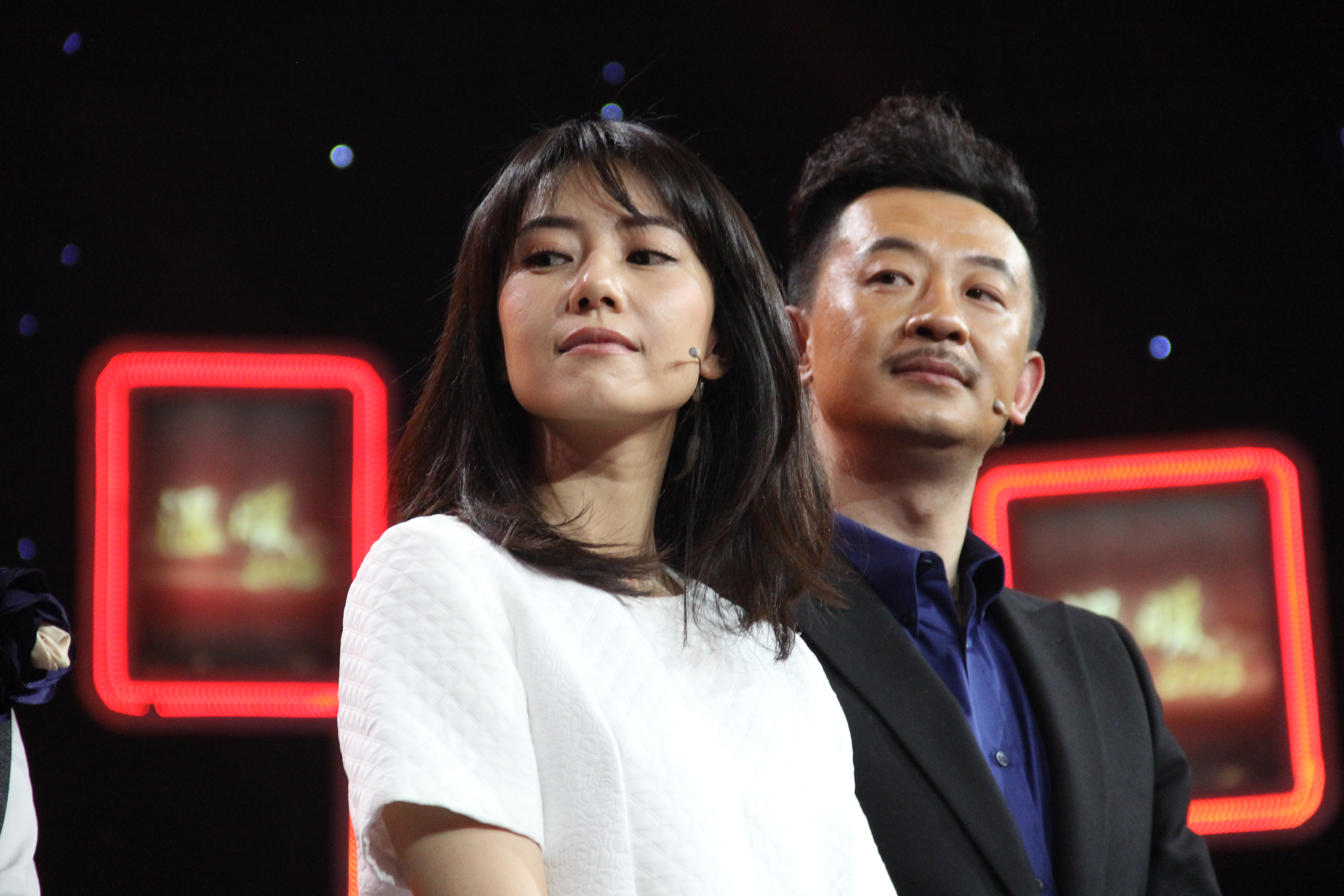
2013年黄海波与高圆圆做客《艺术人生》

| 首播   | 劇名                      | 角色                | 備註                                                 |
| 1992年 | 北洋水师                  | 林泰曾              |                                                      |
| 1998年 | 丑小鸭成长记/表演系的故事 | 王新民              |                                                      |
| 2001年 | 激情燃烧的岁月            | 石林                |                                                      |
| 2002年 | 武圣关公出解梁/少年关云长 | 吕龙                |                                                      |
| 2003年 | 牽手人生                  | 馬文仲              | 真人真事改編電視劇 大愛電視台 2008年內地广西卫视首播 |
| 2003年 | 再見扎德勒                | 高 原               |                                                      |
| 2003年 | 台湾海峡                  | 青年李子奇          |                                                      |
| 2004年 | 福星高照猪八戒            | 猪八戒/影子猪       |                                                      |
| 2004年 | 谍战之特殊较量            | 邱枫                |                                                      |
| 2005年 | 鳳求凰                    | 桑濮                |                                                      |
| 2005年 | 21大厦/哭也不流泪         | 譚小虎              |                                                      |
| 2005年 | 合同爸爸                  | 勞仲華              |                                                      |
| 2005年 | 石破天惊                  | 魏光亮              |                                                      |
| 2006年 | 唐山绝恋/唐山大地震2006   | 周海光              |                                                      |
| 2006年 | 新上海滩                  | 丁力                |                                                      |
| 2007年 | 石头剪刀布                | 徐濤                |                                                      |
| 2007年 | 追                        | 蒋冬至              |                                                      |
| 2007年 | 我在天堂等你              | 欧木鑫              |                                                      |
| 2007年 | 笑着活下去                | 杨文榜              |                                                      |
| 2008年 | 你的生命我的决定          | 雙胞胎张大力,张二力 |                                                      |
| 2008年 | 震撼世界的七日            | 姜辉                |                                                      |
| 2008年 | 光荣岁月                  | 邹大伦              |                                                      |
| 2008年 | 美丽人生                  | 李强                |                                                      |
| 2009年 | 新情义无价                | 韦康                |                                                      |
| 2009年 | 黑三角                    | 石岩                |                                                      |
| 2009年 | 媳婦的美好時代            | 余 味               |                                                      |
| 2010年 | 父親的戰爭                | 關勇波              |                                                      |
| 2010年 | 兄弟/江湖兄弟             | 唐豪强              |                                                      |
| 2010年 | 我的美麗人生              | 金波                |                                                      |
| 2011年 | 永不磨滅的番號            | 李大本事            |                                                      |
| 2011年 | 将·军                     | 許大膽              |                                                      |
| 2013年 | 亂世三義                  | 唐子義              |                                                      |
| 2013年 | 新編輯部故事              | 袁帥                |                                                      |
| 2013年 | 咱們結婚吧                | 果然                |                                                      |
| 2014年 | 屌丝男士3                 | 客串                | 网剧                                                 |
| 2019年 | 長安十二時辰              | 崔六郎              | 被AI换脸                                             |
| 待上映 | 一场奋不顾身的爱情        | 江海                |                                                      |

### 电影
| 上映年份 | 电影名         | 角色   | 备注 |
| 1989年   | 往事           | 何可可 |      |
| 1989年   | 少年战俘       | 八斤   |      |
| 1989年   | 车站           | 良子   |      |
| 1990年   | 战争子午线     | 山炮   |      |
| 1990年   | 妈妈           | 东东   |      |
| 2001年   | 高原如梦       | 于小北 |      |
| 2003年   | 惊涛骇浪       | 魏老兵 |      |
| 2004年   | 我的法兰西岁月 | 邓绍圣 |      |
| 2008年   | 欣月童话       | 朱德春 |      |
| 2010年   | 决战刹马镇     | 毛总   |      |
| 2011年   | 金陵十三钗     | 徐大鹏 |      |
| 2014年   | 胜利           | 胜利   |      |
| 待上映   | 事出有姻       | 李伟   |      |

### 话剧作品
| 年份 | 作品名         | 合作搭档           | 备注                             |
| 1998 | 的哥           | 海清               | 1998年全国第四届电视剧小品大奖赛 |
| 2010 | 将爱情进行到底 | 付辛博、童蕾、赵琳 | 2010年东方卫视海派春晚           |
| 2011 | 美好时代       | 海清               | 2011年中央电视台春节联欢晚会     |

## 争议

### 嫖娼
2014年5月15日，北京警方获得线索称，在北京市工大建国饭店有人从事卖淫嫖娼活动。随后民警出动赶往现场，将黄海波和女子劉馨予当场抓获。经审讯，黄海波对嫖娼一事供认不讳，並在5月16日中午，正式移送至拘留所，处以行政拘留十五日的处罚。5月31日，黄海波與劉馨予转为收容教育6个月。9月29日，黄海波被列入广电总局的“封杀劣迹艺人”名单中，其在国内参与制作的电影、电视剧、电视节目、广告节目、网络剧、微电影等，都列入暂停播出范围。11月30日，经经纪公司确认，黄海波因收容教育期届满，已经从看守所释放，后发表微博公开致歉，宣布退出演艺圈。
2018年9月，当事方劉馨予直播表示自己不是性工作者，只是一個小演員，直言當時黃海波被灌醉送到賓館，但「我們什麼都沒發生，他進來問我吃飯沒，跟我談了很多，就像聊天一樣，說自己演員壓力大，想當平凡人」。

## 外部連結
- 黄海波的新浪博客
- real黄海波的新浪微博
- 黄海波在互联网电影资料库（IMDb）上的資料（英文）（英文）
- 黄海波在香港影庫上的簡介
- 黄海波在豆瓣上的资料（简体中文）
- 黄海波在时光网上的簡介（简体中文）
- 黃海波免費為圖書拍宣傳片 展現正面的生活力量 Archive.today的存檔，存档日期2013-04-28
- 黃海波：刺讓人摘了 遺憾沒追到海清 （页面存档备份，存于）